# تکاط
تکاط (به فرانسوی: Takate) یک منطقهٔ مسکونی در مراکش است که در استان صویره واقع شده‌است. تکاط ۱۱٬۴۷۹ نفر جمعیت دارد.